# Geologia de Madagáscar

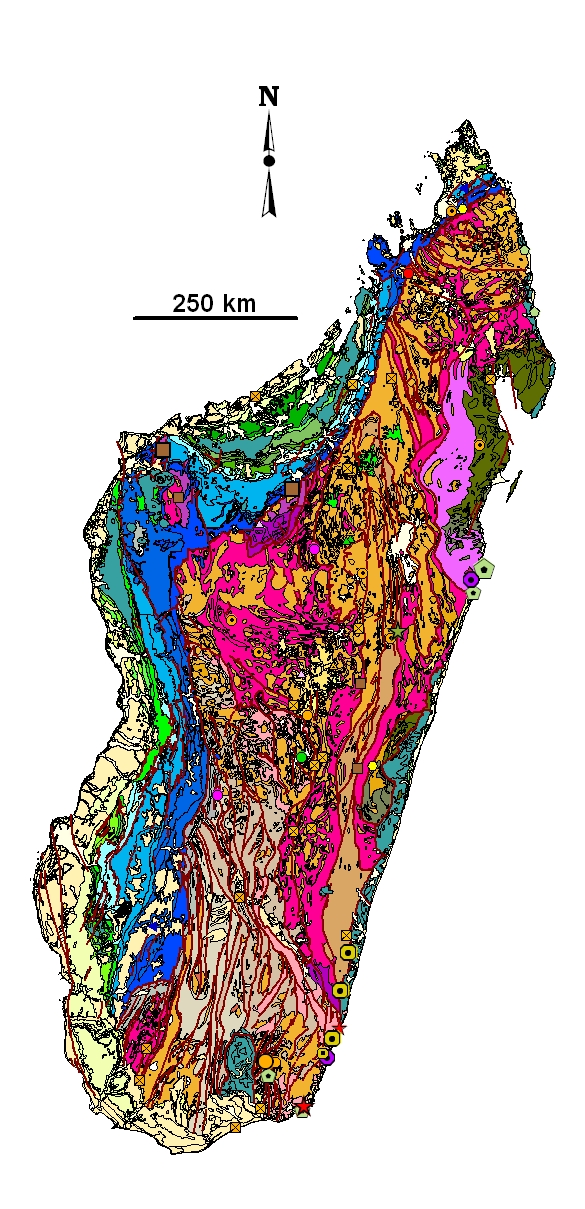
Mapa geológico de Madagáscar

A geologia de Madagáscar compreende uma variedade de rochas da era pré-cambriana que compõem a maior parte do leste e centro da ilha. Há basaltos e riolitos da idade mesozoica a cenozoica. Por outro lado, a parte ocidental da ilha é formada de rochas sedimentares da idade carbonífera à quaternária. Rochas arqueanas ocorrem da parte nordeste da ilha até o sul na zona de cisalhamento Ranotsara.

## Sumário
As porções central e oriental da ilha consistem principalmente em granitos subterrâneos, migmatitos e xistos pré-cambrianos metamórficos e ígneos, com idades entre 3 bilhões e 550 milhões de anos. Eles são principalmente revestidos por argilas lateritas. O maciço de Itremo consiste em afloramentos de quartzito e mármore com 630 milhões de anos de idade. As bacias sedimentares de Morondava, Mahajanga e Ambilobe ocorrem ao longo do terço ocidental da ilha e consistem em depósitos terrestres com idades que variam de 350 milhões de anos atrás até os últimos tempos. As margens ocidentais de Madagáscar incluem calcários mesozoicos e terciários. Esses afloramentos nos maciços de Ankarana e Bemaraha, Namoroka, Analamerana e nos planaltos de Ankara (172-162 milhões de anos), e Mahafaly (54-38 milhões de anos), respectivamente. Os basaltos de inundação que circundam Madagáscar incluem as lavas de Mahajanga (87,6 a 88,5 milhões de anos), as lavas de Toliara e o enxame de diques de Ejeda-Bekily (84,5-84,8 milhões de anos) e o fluxo de lava de Androy (84,4 milhões de anos). Essas rochas ígneas surgiram durante o intervalo em que Índia e Madagáscar estavam juntos (91 milhões de anos atrás) e quando separados (84 milhões de anos atrás). Atividades vulcânicas mais recentes incluem a formação do maciço de Ankaratra nos últimos cinco milhões de anos, e Montagne d'Ambre, que entrou em erupção de 50 a 2 milhões de anos atrás.

## Tectônica
Um cinturão de cisalhamento sinistral de tendência NW-SE separa os terrenos crustais do norte e do sul. A zona de cisalhamento dúctil de Ampanihy surgiu de eventos de achatamento associados ao metamorfismo de granulito, dobra isoclinal, bainhas achatadas, folheações íngremes a verticais e geometria tipo bainha dos corpos de anortositos do tipo maciço.:144

## Paleontologia
A Formação Maevarano, datada da era Maastrichtiana tardia, proporcionou uma assembléia faunística diversificada, incluindo o sapo gigante Beelzebufo, gondwan, mamíferos, dinossauros, crocodilianos e outros grupos. A Formação Jurássica Média Isalo III contém dinossauros fósseis. A flora gondwanana típica de Glossopteris é encontrada nas formações do Permiano em Madagáscar.

## Geologia econômica
Madagáscar é o principal formador mundial de muitas pedras preciosas coloridas, incluindo safiras, rubis, turmalinas multicoloridas, esmeraldas, ametistas, cordierites, águas-marinhas e granadas. Madagáscar também é uma importante fonte de grafite, tornando-a a segunda maior formadora da África. Além disso, Madagáscar é a terceira maior formadora de cromita da África. O óxido de titânio é encontrado em quantidades significativas nas areias da praia localizadas perto de Toalagnaro, no entanto, 75% da zona da floresta costeira nessa área precisariam ser destruídas para explorá-lo, o que não foi feito.

Enormes campos de petróleo ficam a oeste de Madagáscar, mas exigiriam a extração de injeção de vapor, o que é tecnologicamente difícil e caro. Estima-se que os campos de petróleo de Tsimiroro e Bemolanga mantenham reservas combinadas de 11,5 bilhões de barris.